# Большая Юра
Большая Юра — река в России, протекает в Холмогорском районе Архангельской области. Длина реки составляет 89 км.
Начинается из озера Юрозеро, лежащего на высоте 114,3 метра над уровнем моря в окружении заболоченной еловой тайги. От истока течёт в юго-западном направлении, затем поворачивает на юг, протекает через озёра Большое Щучье и Среднее. В низовьях направляется на юго-юго-восток. Устье реки находится в 114 км по правому берегу реки Северная Двина около речного острова Вашкаранда. Ширина реки вблизи устья — 25 метров, глубина — 1,4 метра.
Основные притоки — Малая Юра (лв, в 0,3 км от устья), Глубокий (пр), Переемный (лв), Ленивый (лв), Глубокий (пр), Касса (лв, в 61 км от устья), Чёрная Речка (лв, в 64 км от устья), Брусовой (пр).
В устье реки находится деревня Кеницы, в среднем течении, на Большом Щучьем — деревня Мыс Аннин.

## Данные водного реестра
По данным государственного водного реестра России относится к Двинско-Печорскому бассейновому округу, водохозяйственный участок реки — Северная Двина от впадения реки Вага и до устья, без реки Пинега, речной подбассейн реки — Северная Двина ниже места слияния Вычегды и Малой Северной Двины. Речной бассейн реки — Северная Двина.
Код объекта в государственном водном реестре — 03020300412103000039111.